# Phytoliriomyza volatilis
Phytoliriomyza volatilis este o specie de muște din genul Phytoliriomyza, familia Agromyzidae, descrisă de Spencer în anul 1969. Conform Catalogue of Life specia Phytoliriomyza volatilis nu are subspecii cunoscute.